# سبلان‌کندی
سَبلَان‌کندی دهی است از دهستان مشکین غربی بخش مرکزی شهرستان مشگین‌شهر واقع در ۱۲ کیلومتری جنوب مشگین‌شهر و ۱۰ کلومتری جاده مشگین‌شهر به اهر. هوای آن معتدل و دارای ۱۴۸ تن سکنه است. آب آنجا از مشکین چای تأمین می‌شود. محصول آن غلات، حبوب. شغل اهالی زراعت و گله داری. راه آن مالرو است.
اکثر ساکنین سبلان کندی به مشگین‌شهر کوچ کرده‌اند و حدود ۷۰۰۰ نفر از آنان در مشگین‌شهر ساکن هستند.
در فرهنگ عامه مردم اهالی این روستا را ملّیلو می‌نامند.